# Pohlia rhaetica
Pohlia rhaetica är en bladmossart som beskrevs av Brotherus 1905. Pohlia rhaetica ingår i släktet nickmossor, och familjen Bryaceae. Inga underarter finns listade i Catalogue of Life.